# الضاحكون
الضاحكون (بالإنجليزية: Animaniacs)‏ هي سلسلة كرتونية كوميدية أنتجت في 1993 إلى 1995 المؤلف البرنامج توم روجر . الإنتاج من قبل الشركة أمبلين إنترتاينمنت بالتعاون مع وارنر براذرز أنيميشن.

## القصة
يحكي مسلسل الضاحكون قصة ثلاثة أخوة «واكو، ياكو، دوت» فروا من المرسم في عام 1929 وأخذوا يقومون بأعمال شغب كثيرة وفي كل مكان، مطاردات، إزعاج.

## الشخصيات
ياكو - واكو - دوت
شخصيات مثيرة للمشاكسات واعمال الشغب وفي نفس الوقت مضحكة وكوميدية.

## الممثلون
- رأفت بازو - ياكو
- زياد الرفاعي - واكو
- فاطمة سعد - دوت
- عادل أبو حسون - بوبي
- آمنة عمر - ميندي
- آمال سعد الدين - سكيبي
- بثينة شيا - سلابي
- محمد حداقي - رالف
- رشا رزق - ريتا
- فدوى سليمان
و
- مروان فرحات - برين، بيستو
- محمد خرماشو
- أيمن السالك - رانت
- قاسم ملحو - بينكي، سكويت

## روابط خارجية
- الضاحكون على موقع IMDb (الإنجليزية)
- الضاحكون على موقع ميتاكريتيك (الإنجليزية)
- الضاحكون على موقع روتن توميتوز (الإنجليزية)
- الضاحكون على موقع ميوزك برينز (الإنجليزية)
- الضاحكون على موقع أول ميوزيك (الإنجليزية)
- الضاحكون على موقع ديسكوغز (الإنجليزية)
- الضاحكون على موقع فيلمافينيتي (الإسبانية)
- الضاحكون على موقع كينوبويسك (الروسية)
- الضاحكون على موقع ألو سيني (الفرنسية)
- الضاحكون على موقع قاعدة بيانات الفيلم (الإنجليزية)